# APRV
Bei der APRV (airway pressure release ventilation) handelt es sich um eine 1987 eingeführte und durch Stock, Downs und Frolicher publizierte Beatmungsform.
APRV ist der einzige Beatmungsmodus, der primär die Exspiration und nicht die Inspiration unterstützt. Es wird ein vorgewählter Atemwegsdruck erzeugt, auf dem der Patient spontan atmen kann.

## Geschichte
Die APRV-Beatmung wurde ursprünglich von Stock and Downs im Jahr 1987 als CPAP-Beatmung mit einer intermittierenden Release-Phase beschrieben. APRV beginnt bei einem Druck, der höher ist als der Grunddruck und folgt mit einer Deflation, um die Tidalventilation zu erreichen. Grundsätzlich ist die APRV-Beatmung ein zeitabhängiger Wechsel zwischen zwei Ebenen des positiven Atemwegsdrucks, wobei die Hauptzeit auf dem hohen Niveau liegt und eine kurze Ausatmung zur Erleichterung der Beatmung vorliegt.

## Kontrollparameter
- Unteres Druckniveau richtet sich nach der Schwere der Oxygenierungsstörung.
- Öffnungszeit: 0,5–3 s.
- Anzahl der Öffnungsphasen: 5–15/Min., abhängig vom Ausmaß der gewünschten Unterstützung der Ventilation und der Elimination von CO2